# Saison 2015-2016 des Hawks d'Atlanta
La saison 2015-2016 des Hawks d'Atlanta est la 66e saison de la franchise en National Basketball Association (NBA) et la 48e saison dans la ville de Atlanta.

## Draft
| Tour | Choix | Joueur                               | Poste | Nationalité | Provenance         |
| ---- | ----- | ------------------------------------ | ----- | ----------- | ------------------ |
| 1    | 15    | Kelly Oubre (transféré à Washington) | SF    | États-Unis  | Jayhawks du Kansas |
| 2    | 50    | Marcus Eriksson                      | SG    | Suède       | FC Barcelone       |
| 2    | 59    | Dimitrios Agravanis                  | PF    | Grèce       | Olympiakós         |

## Pré-saison
| Pré-saison Total: 4-3 (Domicile: 1-2; Extérieur: 3-1) |

| Match | Date match | Équipe        | Score    | Meilleur marqueur    | Meilleur rebondeur  | Meilleur passeur      | Lieux Spectateurs                 | Série |
| ----- | ---------- | ------------- | -------- | -------------------- | ------------------- | --------------------- | --------------------------------- | ----- |
| 1     | 7 octobre  | @ Cleveland   | V 98-96  | Jeff Teague (17)     | Al Horford (8)      | Shelvin Mack (5)      | Cintas Center 10 250              | 1 - 0 |
| 2     | 9 octobre  | @ New Orleans | V 103-93 | Dennis Schröder (11) | Paul Millsap (8)    | Patterson, Teague (3) | Veterans Memorial Arena 7 628     | 2 - 0 |
| 3     | 14 octobre | San Antonio   | V 100-86 | Jeff Teague (19)     | Paul Millsap (9)    | Horford, Schröder (4) | Philips Arena 11 801              | 3 - 0 |
| 4     | 16 octobre | @ Dallas      | V 91-84  | Al Horford (16)      | Mike Scott (6)      | Schröder, Mack (4)    | American Airlines Center 19 315   | 4 - 0 |
| 5     | 18 octobre | Miami         | D 92-101 | Mike Scott (19)      | Mike Scott (8)      | Lamar Patterson (4)   | Philips Arena 13 038              | 4 - 1 |
| 6     | 21 octobre | Memphis       | D 81-82  | Kent Bazemore (18)   | Al Horford (14)     | Jeff Teague (9)       | Philips Arena 11 273              | 4 - 2 |
| 7     | 23 octobre | @ Détroit     | D 87-115 | Mike Scott (20)      | Walter Tavares (12) | Lamar Patterson (6)   | The Palace of Auburn Hills 12 804 | 4 - 3 |

## Saison régulière
| Saison régulière Total: 48-34 (Domicile: 27-14; Extérieur: 21-20) |

| Match | Date match | Équipe     | Score     | Meilleur marqueur    | Meilleur rebondeur | Meilleur passeur    | Lieux Spectateurs            | Série |
| ----- | ---------- | ---------- | --------- | -------------------- | ------------------ | ------------------- | ---------------------------- | ----- |
| 1     | 27 octobre | Détroit    | D 94-106  | Dennis Schröder (20) | Paul Millsap (8)   | 3 joueurs (4)       | Philips Arena 19 187         | 0 - 1 |
| 2     | 29 octobre | @ New York | V 112-101 | Jeff Teague (23)     | Paul Millsap (11)  | Jeff Teague (8)     | Madison Square Garden 18 812 | 1 - 1 |
| 3     | 30 octobre | Charlotte  | V 97-94   | Kent Bazemore (19)   | Paul Millsap (10)  | Millsap, Teague (4) | Philips Arena 17 024         | 2 - 1 |

| Match | Date match   | Équipe        | Score     | Meilleur marqueur              | Meilleur rebondeur    | Meilleur passeur     | Lieux Spectateurs              | Série  |
| ----- | ------------ | ------------- | --------- | ------------------------------ | --------------------- | -------------------- | ------------------------------ | ------ |
| 4     | 1er novembre | @ Charlotte   | V 94-92   | Kent Bazemore (20)             | Al Horford (12)       | Paul Millsap (6)     | Time Warner Cable Arena 18 691 | 3 - 1  |
| 5     | 3 novembre   | @ Miami       | V 98-92   | Jeff Teague (29)               | Al Horford (13)       | Jeff Teague (9)      | American Airlines Arena 19 600 | 4 - 1  |
| 6     | 4 novembre   | Brooklyn      | V 101-87  | Al Horford (21)                | Paul Millsap (9)      | Jeff Teague (6)      | Philips Arena 14 044           | 5 - 1  |
| 7     | 6 novembre   | @ New Orleans | V 121-115 | Korver, Millsap (22)           | Paul Millsap (12)     | Jeff Teague (7)      | Smoothie King Center 16 983    | 6 - 1  |
| 8     | 7 novembre   | Washington    | V 114-99  | Kent Bazemore (25)             | Al Horford (9)        | Jeff Teague (8)      | Philips Arena 18 047           | 7 - 1  |
| 9     | 9 novembre   | Minnesota     | D 107-117 | Jeff Teague (24)               | Bazemore, Horford (6) | Jeff Teague (9)      | Philips Arena 12 016           | 7 - 2  |
| 10    | 11 novembre  | New Orleans   | V 106-98  | Al Horford (26)                | Paul Millsap (16)     | Jeff Teague (10)     | Philips Arena 15 597           | 8 - 2  |
| 11    | 13 novembre  | @ Boston      | D 93-106  | Paul Millsap (14)              | Paul Millsap (8)      | Al Horford (8)       | TD Garden 17 138               | 8 - 3  |
| 12    | 15 novembre  | Utah          | D 96-97   | Paul Millsap (28)              | 3 joueurs (6)         | Dennis Schröder (9)  | Philips Arena 14 436           | 8 - 4  |
| 13    | 17 novembre  | @ Brooklyn    | D 88-90   | Al Horford (18)                | Thabo Sefolosha (7)   | Dennis Schröder (10) | Barclays Center 12 241         | 8 - 5  |
| 14    | 18 novembre  | Sacramento    | V 103-97  | Paul Millsap (23)              | Paul Millsap (16)     | Dennis Schröder (6)  | Philips Arena 13 008           | 9 - 5  |
| 15    | 21 novembre  | @ Cleveland   | D 97-109  | Korver, Millsap (14)           | Paul Millsap (11)     | Paul Millsap (5)     | Quicken Loans Arena 12 241     | 9 - 6  |
| 16    | 24 novembre  | Boston        | V 121-97  | Paul Millsap (25)              | Paul Millsap (9)      | Jeff Teague (9)      | Philips Arena 18 968           | 10 - 6 |
| 17    | 25 novembre  | @ Minnesota   | D 95-99   | Paul Millsap, Jeff Teague (22) | Al Horford (12)       | Jeff Teague (5)      | Target Center 14 289           | 10 - 7 |
| 18    | 27 novembre  | @ Memphis     | V 116-101 | Paul Millsap (23)              | Paul Millsap (14)     | Jeff Teague (7)      | FedExForum 17 684              | 11 - 7 |
| 19    | 28 novembre  | @ San Antonio | D 88-108  | Mike Scott (12)                | Paul Millsap (8)      | Dennis Schröder (6)  | AT&T Center 18 418             | 11 - 8 |
| 20    | 30 novembre  | Oklahoma City | V 106-100 | Paul Millsap (26)              | Al Horford (13)       | Thabo Sefolosha (6)  | Philips Arena 17 768           | 12 - 8 |

| Match | Date match  | Équipe          | Score     | Meilleur marqueur    | Meilleur rebondeur   | Meilleur passeur     | Lieux Spectateurs               | Série   |
| ----- | ----------- | --------------- | --------- | -------------------- | -------------------- | -------------------- | ------------------------------- | ------- |
| 21    | 2 décembre  | Toronto         | D 86-96   | Paul Millsap (14)    | Horford, Millsap (9) | Jeff Teague (10)     | Philips Arena 12 559            | 12-9    |
| 22    | 4 décembre  | L. A. Lakers    | V 100-87  | Al Horford (16)      | Al Horford (9)       | Horford, Teague (5)  | Philips Arena 19 051            | 13 - 9  |
| 23    | 9 décembre  | @ Dallas        | V 98-95   | Paul Millsap (20)    | Paul Millsap (11)    | Jeff Teague (6)      | American Airlines Center 19 936 | 14 - 9  |
| 24    | 10 décembre | @ Oklahoma City | D 94-107  | Kent Bazemore (22)   | Paul Millsap (8)     | 3 joueurs (4)        | Chesapeake Energy Arena 18 203  | 14 - 10 |
| 25    | 12 décembre | San Antonio     | D 78-103  | Paul Millsap (22)    | Al Horford (7)       | Dennis Schröder (7)  | Philips Arena 17 752            | 14 - 11 |
| 26    | 14 décembre | Miami           | D 88-100  | Kent Bazemore (28)   | Paul Millsap (9)     | Dennis Schröder (7)  | Philips Arena 15 039            | 14 - 12 |
| 27    | 16 décembre | Philadelphie    | V 127-106 | Paul Millsap (21)    | Kent Bazemore (7)    | Korver, Schröder (7) | Philips Arena 14 827            | 15 - 12 |
| 28    | 18 décembre | @ Boston        | V 109-101 | Dennis Schröder (22) | Al Horford (10)      | Jeff Teague (6)      | TD Garden 18 624                | 16 - 12 |
| 29    | 20 décembre | @ Orlando       | V 103-100 | Kyle Korver (19)     | Paul Millsap (13)    | Korver, Horford (5)  | Amway Center 16 982             | 17 - 12 |
| 30    | 21 décembre | Portland        | V 106-97  | Dennis Schröder (18) | Kent Bazemore (7)    | Jeff Teague (8)      | Philips Arena 18 373            | 18 - 12 |
| 31    | 23 décembre | Détroit         | V 107-100 | Jeff Teague (23)     | Bazemore, Teague (6) | Jeff Teague (9)      | Philips Arena 17 575            | 19 - 12 |
| 32    | 23 décembre | New York        | V 117-98  | Paul Millsap (22)    | Paul Millsap (7)     | Millsap, Horford (7) | Philips Arena 19 015            | 20 - 12 |
| 33    | 28 décembre | @ Indiana       | D 87-93   | Paul Millsap (24)    | Al Horford (10)      | Kent Bazemore (6)    | Bankers Life Fieldhouse 18 165  | 20 - 13 |
| 34    | 29 décembre | @ Houston       | V 121-115 | Al Horford (30)      | Al Horford (14)      | Jeff Teague (8)      | Toyota Center 18 211            | 21 - 13 |

| Match | Date match | Équipe         | Score          | Meilleur marqueur      | Meilleur rebondeur    | Meilleur passeur      | Lieux Spectateurs                 | Série   |
| ----- | ---------- | -------------- | -------------- | ---------------------- | --------------------- | --------------------- | --------------------------------- | ------- |
| 35    | 3 janvier  | @ New York     | D 97-111       | Paul Millsap (19)      | Paul Millsap (9)      | Paul Millsap (6)      | Madison Square Garden 19 812      | 21 - 14 |
| 36    | 5 janvier  | New York       | D 101-107      | Paul Millsap (19)      | Al Horford (8)        | Horford, Schröder (8) | Philips Arena 15 082              | 21 - 15 |
| 37    | 7 janvier  | @ Philadelphie | V 126-98       | Kent Bazemore (22)     | Al Horford (9)        | Dennis Schröder (6)   | Wells Fargo Center 12 611         | 22 - 15 |
| 38    | 9 janvier  | Chicago        | V 120-107      | Al Horford (33)        | Al Horford (10)       | Dennis Schröder (8)   | Philips Arena 19 010              | 23 - 15 |
| 39    | 13 janvier | @ Charlotte    | D 84-107       | Al Horford (20)        | 3 joueurs (10)        | Dennis Schröder (6)   | Time Warner Cable Arena 15 334    | 23 - 16 |
| 40    | 15 janvier | @ Milwaukee    | D 101-108 (OT) | Paul Millsap (23)      | Paul Millsap (10)     | Jeff Teague (10)      | BMO Harris Bradley Center 15 144  | 23 - 17 |
| 41    | 16 janvier | Brooklyn       | V 114-86       | Paul Millsap (21)      | Millsap, Schröder (6) | Dennis Schröder (10)  | Philips Arena 17 052              | 24 - 17 |
| 42    | 18 janvier | Orlando        | V 98-81        | Al Horford (15)        | Paul Millsap (12)     | Dennis Schröder (8)   | Philips Arena 17 460              | 25 - 17 |
| 43    | 20 janvier | @ Portland     | V 104-98       | Bazemore, Millsap (23) | Paul Millsap (9)      | Jeff Teague (6)       | Moda Center 18 783                | 26 - 17 |
| 44    | 21 janvier | @ Sacramento   | D 88-91        | Paul Millsap (14)      | Paul Millsap (14)     | Schröder, Teague (4)  | Sleep Train Arena 17 019          | 26 - 18 |
| 45    | 23 janvier | @ Phoenix      | D 95-98        | Kent Bazemore (21)     | Al Horford (16)       | Horford, Schröder (5) | Talking Stick Resort Arena 17 034 | 26 - 19 |
| 46    | 25 janvier | @ Denver       | V 119-105      | Paul Millsap (22)      | Paul Millsap (9)      | Jeff Teague (10)      | Pepsi Center 10 280               | 27 - 19 |
| 47    | 27 janvier | L. A. Clippers | D 83-85        | Jeff Teague (16)       | Paul Millsap (12)     | Al Horford (6)        | Philips Arena 17 664              | 27 - 20 |
| 48    | 28 janvier | @ Indiana      | D 92-111       | Jeff Teague (20)       | Kent Bazemore (9)     | Jeff Teague (5)       | Bankers Life Fieldhouse 15 196    | 27 - 21 |
| 49    | 31 janvier | @ Miami        | D 87-105       | Horford, Millsap (17)  | Kent Bazemore (10)    | Jeff Teague (6)       | American Airlines Arena 19 937    | 27 - 22 |

| Match               | Date match  | Équipe         | Score           | Meilleur marqueur         | Meilleur rebondeur     | Meilleur passeur           | Lieux Spectateurs         | Série   |
| ------------------- | ----------- | -------------- | --------------- | ------------------------- | ---------------------- | -------------------------- | ------------------------- | ------- |
| 50                  | 1er février | Dallas         | V 112-97        | Jeff Teague (32)          | Paul Millsap (12)      | Jeff Teague (8)            | Philips Arena 15 455      | 28 - 22 |
| 51                  | 3 février   | @ Philadelphie | V 124-86        | Hardaway, Jr., Scott (13) | Mike Scott (9)         | Hardaway, Jr., Horford (4) | Wells Fargo Center 10 429 | 29 - 22 |
| 52                  | 5 février   | Indiana        | V 102-96        | Paul Millsap (24)         | Al Horford (7)         | Kent Bazemore (8)          | Philips Arena 17 225      | 30 - 22 |
| 53                  | 7 février   | @ Orlando      | D 94-96         | Jeff Teague (24)          | Paul Millsap (9)       | Al Horford (6)             | Amway Center 16 021       | 30 - 23 |
| 54                  | 8 février   | Orlando        | D 110-117 (OT)  | Al Horford (27)           | Bazemore, Millsap (13) | Millsap, Schröder (6)      | Philips Arena 13 057      | 30 - 24 |
| 55                  | 10 février  | @ Chicago      | V 113-90        | Dennis Schröder (18)      | 3 joueurs (6)          | Jeff Teague (8)            | United Center 21 709      | 31 - 24 |
| All-Star Break 2016 |             |                |                 |                           |                        |                            |                           |         |
| 56                  | 19 février  | Miami          | D 111-115       | Jeff Teague (23)          | Paul Millsap (13)      | Jeff Teague (7)            | Philips Arena 19 043      | 31 - 25 |
| 57                  | 20 février  | Milwaukee      | D 109-117 (2OT) | Paul Millsap (27)         | Paul Millsap (11)      | Dennis Schröder (10)       | Philips Arena 18 653      | 31 - 26 |
| 58                  | 22 février  | Golden State   | D 92-102        | Al Horford (23)           | Al Horford (16)        | Horford, Teague (6)        | Philips Arena 18 717      | 31 - 27 |
| 59                  | 26 février  | Chicago        | V 103-88        | Jeff Teague (19)          | Paul Millsap (13)      | Jeff Teague (9)            | Philips Arena 18 123      | 32 - 27 |
| 60                  | 28 février  | Charlotte      | V 87-76         | Kent Bazemore (14)        | Al Horford (16)        | Al Horford (6)             | Philips Arena 17 156      | 33 - 27 |

| Match | Date match | Équipe           | Score          | Meilleur marqueur      | Meilleur rebondeur    | Meilleur passeur    | Lieux Spectateurs              | Série   |
| ----- | ---------- | ---------------- | -------------- | ---------------------- | --------------------- | ------------------- | ------------------------------ | ------- |
| 61    | 1er mars   | @ Golden State   | D 105-109 (OT) | Paul Millsap (19)      | Bazemore, Horford (9) | Dennis Schröder (9) | Oracle Arena 19 596            | 33 - 28 |
| 62    | 4 mars     | @ L. A. Lakers   | V 106-77       | Dennis Schröder (16)   | Kris Humphries (8)    | Jeff Teague (8)     | Staples Center 18 997          | 34 - 28 |
| 63    | 5 mars     | @ L. A. Clippers | V 107-97       | Jeff Teague (22)       | Paul Millsap (18)     | Jeff Teague (7)     | Staples Center 19 236          | 35 - 28 |
| 64    | 8 mars     | @ Utah           | V 91-84        | Jeff Teague (24)       | Paul Millsap (9)      | Jeff Teague (6)     | Vivint Smart Home Arena 19 282 | 36 - 28 |
| 65    | 10 mars    | @ Toronto        | D 96-104       | Al Horford (20)        | Kent Bazemore (8)     | Jeff Teague (7)     | Centre Air Canada 19 800       | 36 - 29 |
| 66    | 12 mars    | Memphis          | V 95-83        | Al Horford (19)        | Thabo Sefolosha (11)  | Jeff Teague (7)     | Philips Arena 17 515           | 37 - 29 |
| 67    | 13 mars    | Indiana          | V 104-75       | Horford, Millsap (19)  | Paul Millsap (9)      | Jeff Teague (9)     | Philips Arena 17 066           | 38 - 29 |
| 68    | 16 mars    | @ Détroit        | V 118-114      | Jeff Teague (22)       | Al Horford (11)       | Jeff Teague (9)     | Palace of Auburn Hills 14 121  | 39 - 29 |
| 69    | 17 mars    | Denver           | V 116-98       | Tim Hardaway, Jr. (21) | Paul Millsap (11)     | Jeff Teague (8)     | Philips Arena 14 383           | 40 - 29 |
| 70    | 19 mars    | Houston          | V 109-97       | Al Horford (22)        | Paul Millsap (10)     | Jeff Teague (7)     | Philips Arena 18 067           | 41 - 29 |
| 71    | 21 mars    | Washington       | D 102-117      | Jeff Teague (23)       | Al Horford (9)        | Al Horford (9)      | Philips Arena 15 729           | 41 - 30 |
| 72    | 23 mars    | @ Washington     | V 122-101      | Dennis Schröder (23)   | Paul Millsap (9)      | Dennis Schröder (8) | Verizon Center 18 807          | 42 - 30 |
| 73    | 25 mars    | Milwaukee        | V 101-90       | Jeff Teague (18)       | Paul Millsap (13)     | Jeff Teague (6)     | Philips Arena 17 070           | 43 - 30 |
| 74    | 26 mars    | @ Détroit        | V 112-95       | Paul Millsap (23)      | Paul Millsap (9)      | Jeff Teague (12)    | Palace of Auburn Hills 17 857  | 44 - 30 |
| 75    | 28 mars    | @ Chicago        | V 102-100      | Jeff Teague (26)       | Paul Millsap (11)     | Jeff Teague (7)     | United Center 21 761           | 45 - 30 |
| 76    | 30 mars    | @ Toronto        | D 97-105       | Jeff Teague (18)       | Paul Millsap (9)      | Al Horford (3)      | Centre Air Canada 19 800       | 45 - 31 |

| Match | Date match | Équipe       | Score          | Meilleur marqueur  | Meilleur rebondeur | Meilleur passeur | Lieux Spectateurs          | Série   |
| ----- | ---------- | ------------ | -------------- | ------------------ | ------------------ | ---------------- | -------------------------- | ------- |
| 77    | 1er avril  | Cleveland    | D 108-110 (OT) | Paul Millsap (29)  | Paul Millsap (12)  | Jeff Teague (9)  | Philips Arena 19 427       | 45 - 32 |
| 78    | 5 avril    | Phoenix      | V 103-90       | Jeff Teague (20)   | Paul Millsap (17)  | Paul Millsap (8) | Philips Arena 15 176       | 46 - 32 |
| 79    | 7 avril    | Toronto      | V 95-87        | Jeff Teague (23)   | Paul Millsap (14)  | Al Horford (6)   | Philips Arena 17 864       | 47 - 32 |
| 80    | 9 avril    | Boston       | V 118-107      | Paul Millsap (31)  | Paul Millsap (16)  | Jeff Teague (7)  | Philips Arena 19 257       | 48 - 32 |
| 81    | 11 avril   | @ Cleveland  | D 94-109       | Kent Bazemore (23) | Al Horford (11)    | Jeff Teague (9)  | Quicken Loans Arena 20 562 | 48 - 33 |
| 82    | 13 avril   | @ Washington | D 98-109       | Al Horford (19)    | Paul Millsap (16)  | Jeff Teague (5)  | Verizon Center 17 399      | 48 - 34 |

## Playoffs
| Playoffs Total: 4-6 (Domicile: 3-2; Extérieur: 1-4) |

| Match | Date match | Équipe   | Score         | Meilleur marqueur    | Meilleur rebondeur   | Meilleur passeur       | Lieux Spectateurs    | Série |
| ----- | ---------- | -------- | ------------- | -------------------- | -------------------- | ---------------------- | -------------------- | ----- |
| 1     | 16 avril   | Boston   | V 102-101     | Al Horford (24)      | Al Horford (12)      | Jeff Teague (12)       | Philips Arena 18 980 | 1 - 0 |
| 2     | 19 avril   | Boston   | V 89-72       | Horford, Korver (17) | Kent Bazemore (9)    | Jeff Teague (6)        | Philips Arena 18 972 | 2 - 0 |
| 3     | 22 avril   | @ Boston | D 103-111     | Jeff Teague (23)     | Al Horford (13)      | Al Horford (6)         | TD Garden 18 624     | 2 - 1 |
| 4     | 24 avril   | @ Boston | D 95-104 (OT) | Paul Millsap (45)    | Paul Millsap (13)    | Horford, Teague (5)    | TD Garden 18 624     | 2 - 2 |
| 5     | 26 avril   | Boston   | V 110-83      | Mike Scott (17)      | Horford, Millsap (8) | Millsap, Sefolosha (6) | Philips Arena 18 987 | 3 - 2 |
| 6     | 28 avril   | @ Boston | V 104-92      | Paul Millsap (17)    | Kyle Korver (9)      | Dennis Schröder (8)    | TD Garden 18 624     | 4 - 2 |

| Match | Date match | Équipe      | Score     | Meilleur marqueur    | Meilleur rebondeur | Meilleur passeur    | Lieux Spectateurs          | Série |
| ----- | ---------- | ----------- | --------- | -------------------- | ------------------ | ------------------- | -------------------------- | ----- |
| 1     | 2 mai      | @ Cleveland | D 93-104  | Dennis Schröder (27) | Paul Millsap (13)  | Dennis Schröder (6) | Quicken Loans Arena 20 562 | 0 - 1 |
| 2     | 4 mai      | @ Cleveland | D 98-123  | Paul Millsap (16)    | Paul Millsap (11)  | Jeff Teague (6)     | Quicken Loans Arena 20 562 | 0 - 2 |
| 3     | 6 mai      | Cleveland   | D 108-121 | Al Horford (24)      | Paul Millsap (8)   | Jeff Teague (14)    | Philips Arena 19 089       | 0 - 3 |
| 4     | 8 mai      | Cleveland   | D 99-100  | Dennis Schröder (21) | Paul Millsap (9)   | Dennis Schröder (6) | Philips Arena 19 031       | 0 - 4 |

## Confrontations
| Conférence Est      | Conférence Est                            | Conférence Est                            | Conférence Est                            | Conférence Est                            | Conférence Ouest                          | Conférence Ouest                          | Conférence Ouest                          |
| Division Atlantique | Division Atlantique                       | Division Atlantique                       | Division Atlantique                       | Division Atlantique                       | Division Nord-Ouest                       | Division Nord-Ouest                       | Division Nord-Ouest                       |
| Équipe              | Domicile                                  | Domicile                                  | Extérieur                                 | Extérieur                                 | Équipe                                    | Domicile                                  | Extérieur                                 |
| ------------------- | ----------------------------------------- | ----------------------------------------- | ----------------------------------------- | ----------------------------------------- | ----------------------------------------- | ----------------------------------------- | ----------------------------------------- |
| Boston              | 121-97                                    | 118-107                                   | 93-106                                    | 109-101                                   | Denver                                    | 116-98                                    | 119-105                                   |
| Brooklyn            | 101-87                                    | 114-86                                    | 88-90                                     |                                           | Minnesota                                 | 107-117                                   | 95-99                                     |
| New York            | 117-98                                    | 101-107                                   | 112-101                                   | 97-111                                    | Oklahoma City                             | 106-100                                   | 94-107                                    |
| Philadelphie        | 127-106                                   |                                           | 126-98                                    | 124-86                                    | Portland                                  | 106-97                                    | 104-98                                    |
| Toronto             | 86-96                                     | 95-87                                     | 96-104                                    | 97-105                                    | Utah                                      | 96-97                                     | 91-84                                     |
|                     | 7–2                                       | 7–2                                       | 4–5                                       | 4–5                                       |                                           | 3–2                                       | 3–2                                       |
| Division            | 11–7                                      | 11–7                                      | 11–7                                      | 11–7                                      | Division                                  | 6–4                                       | 6–4                                       |
| Division Centrale   | Division Centrale                         | Division Centrale                         | Division Centrale                         | Division Centrale                         | Division Pacifique                        | Division Pacifique                        | Division Pacifique                        |
| Équipe              | Domicile                                  | Domicile                                  | Extérieur                                 | Extérieur                                 | Équipe                                    | Domicile                                  | Extérieur                                 |
| Chicago             | 120-107                                   | 103-88                                    | 113-90                                    | 102-100                                   | Golden State                              | 92-102                                    | 105-109 (OT)                              |
| Cleveland           | 108-110 (OT)                              |                                           | 97-109                                    | 94-109                                    | L.A. Clippers                             | 83-85                                     | 107-97                                    |
| Detroit             | 94-106                                    | 107-100                                   | 118-114                                   | 112-95                                    | L.A. Lakers                               | 100-87                                    | 106-77                                    |
| Indiana             | 102-96                                    | 104-75                                    | 87-93                                     | 92-111                                    | Phoenix                                   | 103-90                                    | 95-98                                     |
| Milwaukee           | 109-117 (2OT)                             | 101-90                                    | 101-108 (OT)                              |                                           | Sacramento                                | 103-97                                    | 88-91                                     |
|                     | 6–3                                       | 6–3                                       | 4–5                                       | 4–5                                       |                                           | 3–2                                       | 2–3                                       |
| Division            | 10–8                                      | 10–8                                      | 10–8                                      | 10–8                                      | Division                                  | 5–5                                       | 5–5                                       |
| Division Sud-Est    | Division Sud-Est                          | Division Sud-Est                          | Division Sud-Est                          | Division Sud-Est                          | Division Sud-Ouest                        | Division Sud-Ouest                        | Division Sud-Ouest                        |
| Équipe              | Domicile                                  | Domicile                                  | Extérieur                                 | Extérieur                                 | Équipe                                    | Domicile                                  | Extérieur                                 |
|                     |                                           |                                           |                                           |                                           | Dallas                                    | 112-97                                    | 98-95                                     |
| Charlotte           | 97-94                                     | 87-76                                     | 94-92                                     | 84-107                                    | Houston                                   | 109-97                                    | 121-115                                   |
| Miami               | 88-100                                    | 111-115                                   | 98-92                                     | 87-105                                    | Memphis                                   | 95-83                                     | 116-101                                   |
| Orlando             | 98-81                                     | 110-117 (OT)                              | 103-100                                   | 94-96                                     | New Orleans                               | 106-98                                    | 121-115                                   |
| Washington          | 114-99                                    | 102-117                                   | 122-101                                   | 98-109                                    | San Antonio                               | 78-103                                    | 88-108                                    |
|                     | 4–4                                       | 4–4                                       | 4–4                                       | 4–4                                       |                                           | 4–1                                       | 4-1                                       |
| Division            | 8–8                                       | 8–8                                       | 8–8                                       | 8–8                                       | Division                                  | 8–2                                       | 8–2                                       |
| Conférence          | 30–24 (Domicile: 17–10; Extérieur: 13–14) | 30–24 (Domicile: 17–10; Extérieur: 13–14) | 30–24 (Domicile: 17–10; Extérieur: 13–14) | 30–24 (Domicile: 17–10; Extérieur: 13–14) | Conférence                                | 18–10 (Domicile: 10–4; Extérieur: 8–6)    | 18–10 (Domicile: 10–4; Extérieur: 8–6)    |
| Total               | 48-34 (Domicile: 27–14; Extérieur: 21–20) | 48-34 (Domicile: 27–14; Extérieur: 21–20) | 48-34 (Domicile: 27–14; Extérieur: 21–20) | 48-34 (Domicile: 27–14; Extérieur: 21–20) | 48-34 (Domicile: 27–14; Extérieur: 21–20) | 48-34 (Domicile: 27–14; Extérieur: 21–20) | 48-34 (Domicile: 27–14; Extérieur: 21–20) |

## Effectif actuel
| Hawks d'Atlanta Effectif actuel |    |                                      |                   |                |
| Entraîneur : Mike Budenholzer   |    |                                      |                   |                |
| Arrière                         | 24 | Drapeau des États-Unis               | Kent Bazemore     | Old Dominion   |
| Arrière                         | 10 | Drapeau des États-Unis               | Tim Hardaway, Jr. | Michigan       |
| Arrière                         | 12 | Drapeau des États-Unis               | Kirk Hinrich      | Kansas         |
| Pivot, Ailier fort              | 15 | Drapeau de la République dominicaine | Al Horford (C)    | Florida        |
| Ailier fort                     | 43 | Drapeau des États-Unis               | Kris Humphries    | Minnesota      |
| Arrière, Ailier                 | 26 | Drapeau des États-Unis               | Kyle Korver       | Creighton      |
| Ailier fort                     | 4  | Drapeau des États-Unis               | Paul Millsap (C)  | Louisiana Tech |
| Pivot, Ailier fort              | 31 | Drapeau des États-Unis               | Mike Muscala      | Bucknell       |
| Arrière, Ailier                 | 13 | Drapeau des États-Unis               | Lamar Patterson   | Pittsburgh     |
| Meneur                          | 17 | Drapeau de l'Allemagne               | Dennis Schröder   | Allemagne      |
| Ailier fort                     | 32 | Drapeau des États-Unis               | Mike Scott        | Virginia       |
| Arrière, Ailier                 | 25 | Drapeau de la Suisse                 | Thabo Sefolosha   | Suisse         |
| Ailier fort, Pivot              | 11 | Drapeau du Brésil                    | Tiago Splitter    | Brésil         |
| Pivot                           | 22 | Drapeau du Cap-Vert                  | Walter Tavares    | Cap-Vert       |
| Meneur, Arrière                 | 0  | Drapeau des États-Unis               | Jeff Teague (C)   | Wake Forest    |
| (C) Capitaine, Blessé           |    |                                      |                   |                |

## Contrats et salaires 2015-2016
| Joueur            | Poste      | Âge        | Exp        | Contrat                | Salaire 2015-2016 | Fin du contrat |
| ----------------- | ---------- | ---------- | ---------- | ---------------------- | ----------------- | -------------- |
| Joueurs actuels   |            |            |            |                        |                   |                |
| Kent Bazemore     | SG         | 26         | 3          | 4 000 000 $ sur 2 ans  | 2 000 000 $       | 2016           |
| Tim Hardaway, Jr. | SG         | 23         | 2          | 6 033 525 $ sur 4 ans  | 1 304 520 $       | 2017           |
| Justin Holiday    | SG         | 26         | 2          | 1 962 972 $ sur 2 ans  | 947,276 $         | 2017           |
| Al Horford        | PF         | 29         | 8          | 60 000 000 $ sur 5 ans | 12 000 000 $      | 2016           |
| Kyle Korver       | SG         | 34         | 12         | 24 000 000 $ sur 4 ans | 5 746 479 $       | 2017           |
| Shelvin Mack      | PG         | 25         | 4          | 7 300 000 $ sur 3 ans  | 2 433 333 $       | 2017           |
| Paul Millsap      | PF         | 30         | 9          | 60 216 100 $ sur 3 ans | 18 671 659 $      | 2018           |
| Mike Muscala      | PF         | 24         | 2          | 1 925 229 $ sur 3 ans  | 947,276 $**       | 2017           |
| Lamar Patterson   | SG         | 24         | 0          | 1 399 729 $ sur 1 an   | 525,093 $**       | 2017           |
| Dennis Schröder   | PG         | 22         | 2          | 7 510 862 $ sur 4 ans  | 1 763 400 $       | 2017           |
| Mike Scott        | PF         | 27         | 3          | 10 000 000 $ sur 3 ans | 3 333 333 $       | 2017           |
| Thabo Sefolosha   | SG         | 31         | 9          | 12 000 000 $ sur 3 ans | 4 000 000 $       | 2017           |
| Tiago Splitter    | PF         | 30         | 5          | 36 000 000 $ sur 4 ans | 8 800 000 $       | 2017           |
| Walter Tavares    | C          | 23         | 0          | 3 014 746 $ sur 3 ans  | 1 000 000 $       | 2018           |
| Jeff Teague       | PG         | 27         | 6          | 32 000 000 $ sur 3 ans | 8 000 000 $       | 2018           |
| Joueurs coupés    |            |            |            |                        |                   |                |
| Terran Petteway   | SF         | 23         | 0          | -                      | 75,000 $          | -              |
|                   |            |            |            |                        |                   |                |
| Total             | Total      | Total      | Total      | Total                  | 71 547 369 $      | Différence     |
| Salary Cap        | Salary Cap | Salary Cap | Salary Cap | Salary Cap             | 70 000 000 $      | - 1 547 369 $  |
| Luxury Tax        | Luxury Tax | Luxury Tax | Luxury Tax | Luxury Tax             | 84 700 000 $      | 13 152 631 $   |

- 2016 = Joueurs qui peuvent quitter le club à la fin de cette saison.
- **Contrat partiellement garanti

## Transferts

### Échanges
| Juin           | Juin                                                                                                   | Juin                                                | Juin                   |
| -------------- | --- | --------------------------------------------------- | ---------------------- |
| 25 juin 2015   | Échange à deux équipes                                                                                 | Échange à deux équipes                              | Échange à deux équipes |
| 25 juin 2015   | Vers Hawks d'Atlanta - Droits sur Jerian Grant - Second tour de draft 2016 - Second tour de draft 2019 | Vers Wizards de Washington - Droits sur Kelly Oubre | [ 2 ]                  |
| 25 juin 2015   | Échange à deux équipes                                                                                 |                                                     |                        |
| 25 juin 2015   | Vers Hawks d'Atlanta - Tim Hardaway, Jr.                                                               | Vers Knicks de New York - Droits sur Jerian Grant   | [ 3 ]                  |
| Juillet        | |                                                     |                        |
| 9 juillet 2015 | Échange à deux équipes                                                                                 | Échange à deux équipes                              | Échange à deux équipes |
| 9 juillet 2015 | Vers Spurs de San Antonio - Droits sur Yórgos Príntezis - Second tour de draft 2017 (protégé)          | Vers Hawks d'Atlanta - Tiago Splitter               | [ 4 ]                  |

### Joueurs qui re-signent
| Date      | Joueur       | Contrat                                                                    | Référence |
| --------- | ------------ | -------------------------------------------------------------------------- | --------- |
| 9 juillet | Paul Millsap | Contrat de 60 200 000 $ sur 3 ans (Option joueur pour la saison 2017-2018) | [ 5 ]     |

#### Options joueur et équipe
| Date       | Joueur            | Option                                                                     |
| ---------- | ----------------- | -------------------------------------------------------------------------- |
| 27 octobre | Tim Hardaway, Jr. | Atlanta exerce son option d'équipe de 2 280 000 $ pour la saison 2016-2017 |
| 27 octobre | Dennis Schröder   | Atlanta exerce son option d'équipe de 2 700 000 $ pour la saison 2016-2017 |

### Arrivés

#### Via draft
| Date      | Joueur         | Draft                          | Contrat                                                          | Provenance                | Référence |
| --------- | -------------- | ------------------------------ | ---------------------------------------------------------------- | ------------------------- | --------- |
| 9 juillet | Walter Tavares | Draft 2014, Tour 2, choix n°43 | Contrat de 3 010 000 $ sur 3 ans (Agent libre restreint en 2018) | CB Gran Canaria (Espagne) | [ 6 ]     |

#### Via agent libre
| Date      | Joueur           | Contrat                          | Provenance               | Référence |
| --------- | ---------------- | -------------------------------- | ------------------------ | --------- |
| 9 juillet | Justin Holiday   | Contrat de 1 960 000 $ sur 2 ans | Warriors de Golden State | [ 7 ]     |
| 18 août   | Jason Richardson | Contrat de 1 500 000 $ sur 1 an  | 76ers de Philadelphie    | [ 7 ]     |

#### Via Trade
| Date        | Joueur                                                                      | Provenance            |
| ----------- | --------------------------------------------------------------------------- | --------------------- |
| 25 juin     | Droits sur Jerian Grant Second tour de draft 2016 Second tour de draft 2019 | Wizards de Washington |
| 26 juin     | Tim Hardaway, Jr.                                                           | Knicks de New York    |
| 1er juillet | Tiago Splitter                                                              | Spurs de San Antonio  |

### Départs

#### Via agent libre
| Date       | Joueur          | Contrat                           | Vers ¹              | Référence |
| ---------- | --------------- | --------------------------------- | ------------------- | --------- |
| 9 juillet  | DeMarre Carroll | Contrat de 58 000 000 $ sur 4 ans | Raptors de Toronto  | [ 8 ]     |
| 24 juillet | John Jenkins    | Contrat de 3 200 000 $ sur 3 ans  | Mavericks de Dallas | [ 9 ]     |

¹ Il s'agit de l’équipe pour laquelle le joueur a signé après son départ, il a pu entre-temps changer d'équipe ou encore de pays.

#### Via Trade
| Date        | Joueur                                                           | Vers                  |
| ----------- | ---------------------------------------------------------------- | --------------------- |
| 25 juin     | Droits sur Kelly Oubre                                           | Wizards de Washington |
| 26 juin     | Droits sur Jerian Grant                                          | Knicks de New York    |
| 1er juillet | Droits sur Yórgos Príntezis Second tour de draft 2017 (si 56-60) | Spurs de San Antonio  |

#### Via Waived
| Date       | Joueur                    | Commentaire                                               |
| ---------- | ------------------------- | --------------------------------------------------------- |
| 10 octobre | Arsalan Kazemi Édgar Sosa | Non retenus dans l'équipe après les camps d’entraînements |
| 22 octobre | Terran Petteway           | Non retenu dans l'équipe après les camps d’entraînements  |
| 24 octobre | Earl Barron DeQuan Jones  | Non retenus dans l'équipe après les camps d’entraînements |